# Lamb (альбом)
Lamb — дебютный студийный альбом группы Lamb. Выпущен в 1996 году на лейбле Mercury Records.

## Список композиций
1. «Lusty» — 4:09
2. «God Bless» — 5:54
3. «Cotton Wool» — 5:07
4. «Trans Fatty Acid» — 7:37
5. «Zero» — 5:31
6. «Merge» — 5:34
7. «Gold» — 5:42
8. «Closer» — 3:51
9. «Górecki» — 6:30
10. «Feela» — 6:44

На некоторых вариантах CD-издания альбома присутствует «секретный» трек: ремикс Fila Brazillia «Cotton Wool» примерно через две минуты тишины после окончания «Feela».